# بيت الحاج الأعلى (بني العوام)

تعديل مصدري - تعديل

بيت الحاج الأعلى هي إحدى قرى عزلة بني غشيم بمديرية بني العوام التابعة لمحافظة حجة، بلغ تعداد سكانها 89 نسمة حسب تعداد اليمن لعام 2004.